# Gimnastyka na Letniej Uniwersjadzie 2007

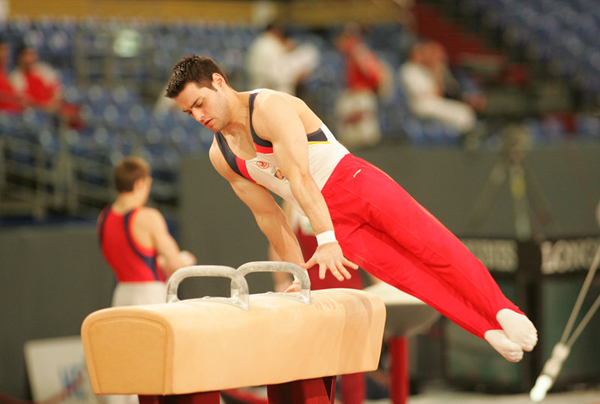

Gimnastyka na Letniej Uniwersjadzie 2007 odbywała się w dniach 9 - 17 sierpnia w hali Impact Exhibition and Convention Center w Nonthaburi.
Rozgrywane były dwa rodzaje gimnastyk: sportowa oraz artystyczna

## Obiekty
| Obiekt                                  | Miasto     | Funkcja           |
| Impact Exhibition and Convention Center | Nonthaburi | Zawody i treningi |

## Medale

### Gimnastyka sportowa
| Konkurencja                           | Złoto                                                                                       | Srebro                                                                                             | Brąz                                                                                                 |
| Mężczyźni                             |                                                                                             | | |
| Wielobój indywidualnie szczegóły      | Hisashi Mizutori · Japonia                                                                  | Guo Weiyang · Chiny                                                                                | Moki Sakamoto · Japonia                                                                              |
| Wielobój drużynowo szczegóły          | Hisashi Mizutori · Koki Sakamoto · Kazuhito Tanaka · Kohei Uchimura · Kazuya Ueda · Japonia | Chen Lei · Guo Weiyang · Tong Yingjie · Wang Heng · Chiny                                          | Dmytro Hyrenko · Andrij Isajew · Anton Nowosołow · Maksym Owczinnikow · Ołeksandr Worobjow · Ukraina |
| Ćwiczenia wolne szczegóły             | Kochei Ochimura · Japonia                                                                   | Hisashi Mizutori · Japonia                                                                         | Dmitry Barkalov · Rosja                                                                              |
| Skok przez konia szczegóły            | Andrij Isajew · Ukraina                                                                     | Luis Araujo · Portugalia                                                                           | Kohei Uchimura · Japonia                                                                             |
| Ćwiczenia na koniu z łękami szczegóły | Sašo Bertoncelj · Słowenia                                                                  | Vid Hidvegi · Węgry                                                                                | Derek Helsby · Stany Zjednoczone                                                                     |
| Ćwiczenia na poręczach szczegóły      | Guo Weiyang · Chiny · Kazuya Ueda · Japonia                                                 | | Cosmin Popescu · Rumunia                                                                             |
| Ćwiczenia na kołach szczegóły         | Ołeksandr Worobjow · Ukraina                                                                | Marcell Hetrovics · Węgry                                                                          | Go Jun-woong · Korea Południowa                                                                      |
| Ćwiczenia na drążku szczegóły         | Hisashi Mizutori · Japonia                                                                  | Guo Weiyang · Chiny                                                                                | Timur Kuzmin · Rosja                                                                                 |
| Kobiety                               |                                                                                             | | |
| Wielobój indywidualnie szczegóły      | Zhou Zhuoru · Chiny                                                                         | Olha Szczerbatych · Ukraina                                                                        | Fan Ye · Chiny                                                                                       |
| Wielobój drużynowo szczegóły          | Fan Ye · Zhang Nan · Zhou Zhuoru · Huang Lu · Deng Ying · Chiny                             | Maryna Kostiuchenko · Maryna Proskurina · Olha Szczerbatych · Darja Zhoba · Alina Kozicz · Ukraina | Alona Polan · Leysira Gabdrakhmanova · Elena Zamolodchikova · Maria Chibiskova · Alena Zmev · Rosja  |
| Ćwicenia wolne szczegóły              | Alona Polan · Rosja                                                                         | Fan Ye · Chiny                                                                                     | Elena Zamolodchikova · Rosja                                                                         |
| Skok przez konia szczegóły            | Olha Szczerbatych · Ukraina                                                                 | Deng Ying · Chiny                                                                                  | Leysira Gabdrakhmanova · Rosja                                                                       |
| Ćwiczenia na równoważni szczegóły     | Fan Ye · Chiny                                                                              | Zhou Zhuoru · Chiny                                                                                | Floare Leonida · Rumunia                                                                             |
| Ćwiczenia na poręczach szczegóły      | Darja Zhoba · Ukraina                                                                       | Zhou Zhuoru · Chiny                                                                                | Fan Ye · Chiny                                                                                       |

### Gimnastyka artystyczna
| Konkurencja                         | Złoto                     | Srebro                 | Brąz                         |
| Kobiety                             |                           |                        |                              |
| Wielobój indywidualnie              | Hanna Bezsonowa · Ukraina | Olga Kapranowa · Rosja | Vera Sessina · Rosja         |
| Zespoły (5+3+2)                     | Rosja                     | Ukraina                | Japonia                      |
| Zespoły (3+2)                       | Rosja                     | Japonia                | Chiny                        |
| Zespoły (5)                         | Ukraina                   | Rosja                  | Japonia                      |
| Ćwiczenia z maczugami indywidualnie | Hanna Bezsonowa · Ukraina | Vera Sessina · Rosja   | Aliya Yussupova · Kazachstan |
| Ćwiczenia z obręczą indywidualnie   | Hanna Bezsonowa · Ukraina | Olga Kapranowa · Rosja | Inna Zhukova · Białoruś      |
| Ćwiczenia z wstążką indywidualnie   | Hanna Bezsonowa · Ukraina | Olga Kapranowa · Rosja | Vera Sessina · Rosja         |
| Ćwiczenia ze skakanką indywidualnie | Hanna Bezsonowa · Ukraina | Vera Sessina · Rosja   | Natalija Godunko · Ukraina   |

## Czołówka tabeli medalowej

### Gimnastyka sportowa
| Rk | Kraj              | Złoto | Srebro | Brąz | Razem |
| 1. | Japonia           | 5     | 1      | 2    | 8     |
| 2. | Chiny             | 4     | 7      | 2    | 13    |
| 3. | Ukraina           | 4     | 2      | 1    | 7     |
| 4. | Rosja             | 1     |        | 5    | 6     |
| 5. | Słowenia          | 1     |        |      | 1     |
| 6. | Węgry             |       | 2      |      | 2     |
| 7. | Portugalia        |       | 1      |      | 1     |
| 8. | Rumunia           |       |        | 2    | 2     |
| 9. | Korea Południowa  |       |        | 1    | 1     |
| 9. | Stany Zjednoczone |       |        | 1    | 1     |

### Gimnastyka artystyczna
| Rk | Kraj       | Złoto | Srebro | Brąz | Razem |
| 1. | Ukraina    | 6     | 1      | 1    | 8     |
| 2. | Rosja      | 2     | 6      | 2    | 10    |
| 3. | Japonia    |       | 1      | 2    | 3     |
| 4. | Białoruś   |       |        | 1    | 1     |
| 4. | Chiny      |       |        | 1    |       |
| 4. | Kazachstan |       |        | 1    | 11    |